# 3D XPoint

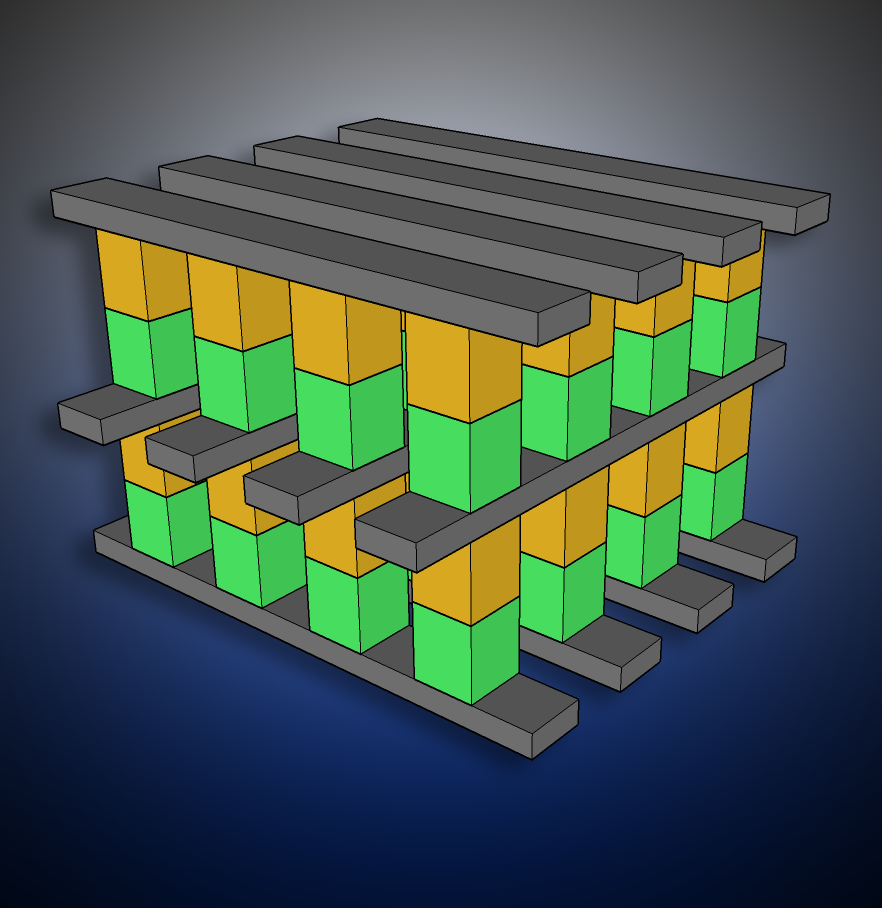
3D 크로스 포인트 2 레이어 다이어그램

3D XPoint('스리디 크로스포인트'로 발음)는 인텔과 마이크론이 2015년 7월에 발표한 비휘발성 메모리 기술이다. 인텔은 차기 기억 장치를 가리킬 때 Optane이라는 이름의 기술을 이용하는 반면 마이크론은 QuantX라는 이름을 사용한다.
기능에 대한 자료와 물리적인 상세 내용이 공개되진 않았지만, 스토리지의 밀도는 플래시 메모리와 비슷하지만 내구성이 개선, 더 빠른 동작 속도를 수반하는 것으로 알려져 있다. 비트 스토리지는 적층 가능한 격자형 데이터 접근 배열과 더불어 대량자재의 저항 변화에 기반을 두고 있다.

## 배경 및 설명
3D XPoint의 개발은 2012년 즈음에 시작되었다. 과거에 인텔과 마이크론은 다른 비휘발성 PRAM(PCM) 기술을 개발하였다. 마이크론의 마크 더칸은 3D XPoint의 구조가 이전의 PCM에서 제공되는 것과는 다르다고 언급하였고, 메모리 셀의 셀렉터와 스토리지 부분에 GST와 같은 전통적인 PCM 물질 보다 더 안정적이고 더 빠른 칼코게나이드 물질을 사용한다.
2015년 기준으로, 이 기술의 상세 정보가 인텔과 마이크론에 의해 제공되지 않았으나, 이 기술은 "전자에 기반하지 않는다"고 언급되었다. 3D XPoint는 저항을 사용하고 비트 주소 할당이 가능한 것으로 언급되었다. 크로스바가 개발 중인 RRAM(저항 랜덤 액세스 메모리)과의 유사점이 언급되었으나 3d XPoint 스토리지의 물리적인 처리 부분은 차이점이 있다. 3D XPoint 개발자들은 대량자재의 저항 변화(changes in resistance of the bulk material)에 기반을 두고 있음을 이야기한다. 인텔의 CEO 브라이언 크르자니크는 XPoint의 물질에 대한 진행 중인 질문들에 응답하면서 전환은 "대량자재 특성"(bulk material properties)에 기반을 둔다고 언급했다. 인텔은 3d XPoint가 상변화나 멤리스터 기술을 사용하지 않는다고 언급했다.
독립적으로 테스트된 장치는 존재하지 않지만, 인텔의 발표에 따르면 스루풋과 쓰기 내구성이 플래시 메모리에 비해 최대 1,000배이고 레이턴시는 NVM 익스프레스(NVMe)의 NAND SSD에 비해 10배 더 낮지만, DRAM 보다는 약 4-8배 더 느리다. 최근의 문헌에 따르면, 어떠한 제공업체도 XPoint의 성능 및 내구성과 일치하면서도 표본이 되는 저항 RAM/상변화 메모리 기술을 갖고 있는 것으로 보이지 않는다.
개개의 데이터 셀은 트랜지스터가 필요 없으므로 기억 밀도는 DRAM에 비해 8~10배 더 크고, NAND와 비슷하다.
2017년 2월 11일 최초의 3D XPoint SSD 스펙이 올라왔다. 스펙 상의 읽기 속도는 다른 SSD에 비해 떨어지지만, 대신 I/O 성능은 다른 SSD에 비해 월등한 비율을 보이고 있다. 또한 SSD보다 쓰기 가능한 횟수는 많아졌지만 전력 소비량은 일반 SSD보다 더 높게 나와있다.

## 생산
처음에 유타주 리하이 지역의 IM 플래시 테크놀로지스 LLC(인텔-마이크론의 합작회사)에 의해 운영되는 웨이퍼 공정은 적은 양의 128 Gbit의 칩을 2015년에 생산하였다. 이들은 2개의 64 Gbit 플레인을 적층한다. 2016년 초에 IM 플래시의 CEO 가이 블랄록(Guy Blalock)은 이 칩들의 대량 생산이 아직 12~18개월 남았다고 언급하였다.
비트 당 예상 가격은 DRAM 보다 더 낮고 NAND 보다 더 높을 것으로 추측되지만, 완성되는 제품에 따라 다르다. 2016년 초에 IM 플래시는 1세대 솔리드 스테이트 드라이브가 95000 IOPS 스루풋에 9 마이크로초 레이턴시를 달성할 것이라고 발표하였다.
2015년 중순에 인텔은 3D XPoint 기술 기반의 스토리지 제품으로서 Optane 브랜드를 발표하였다.

## 같이 보기
- 하이브리드 메모리 큐브
- 멤리스터

### 내용주
1. ↑  Intel and Numonyx presented 64 Gb stackable PCM chips in 2009.[3]